# ژان-پیر سوواژ
ژان-پیر سوواژ (فرانسوی: Jean-Pierre Sauvage‎؛ زادهٔ ۲۱ اکتبر ۱۹۴۴) یک شیمی‌دان در زمینهٔ کمپلکس‌های شیمیایی و متخصص شیمی فراذره‌ای اهل فرانسه است. وی در دانشگاه استراسبورگ مشغول به کار است.
جایزه نوبل شیمی ۲۰۱۶ میلادی برای طراحی و ابداع ماشین‌های مولکولی، مشترکاً به وی، جیمز فریزر استودارت بریتانیایی و برنارد فرینگا از هلند، تعلق گرفت. این دانشمندان مولکول‌هایی را پدیدآورده‌اند که حرکتشان، در صورتی‌که انرژی کافی دریافت کنند، قابل کنترل است. این ریزماشین‌ها می‌توانند برای انتقال دارو درون بدن به کار گرفته شوند و به عنوان مثال دارو را مستقیماً به سلول‌های سرطانی برسانند.
وی همچنین برندهٔ جوایزی همچون لژیون دونور (شوالیه) شده‌است.